# بلبل‌های گلویاقوتی
بلبل‌های گلویاقوتی (نام علمی: Rubigula) یک سرده از پرندگان گنجشک‌سان آسیایی از خانواده بلبلان (Pycnonotidae) است.

### گونه‌ها
دارای پنج گونه است:
| نگاره | نام علمی              | نام رایج       | پراکندگی                                          |
| ----- | --------------------- | -------------- | ------------------------------------------------- |
|       | Rubigula flaviventris | بلبل کاکل‌سیاه  | هند، نپال، جنوب شرق آسیا                          |
|       | Rubigula gularis      | بلبل شعله دار  | گات‌های غربی از ماهاراشترا جنوبی و گوا به سوی جنوب |
|       | Rubigula melanictera  | بلبل کلاه‌سیاه  | سری‌لانکا                                          |
|       | Rubigula dispar       | بلبل گلویاقوتی | سوماترا، جاوه و بالی                              |
|       | Rubigula montis       | بلبل بورنئویی  | بورنئو                                            |